# Cabussó argentat meridional
El cabussó argentat meridional (Podiceps occipitalis) és una espècie d'ocell de la família dels Podicipèdids (Podicipedidae) que habita en estanys i llacs del nord de Xile, oest i sud de l'Argentina i les Malvines.